# Lac Grivița
Le lac Grivița est un lac anthropique aménagé à partir de la rivière Colentina, à Bucarest, Secteur 1 entre le lac Străulești en amont et le lac Băneasa en aval. 
Il a une superficie de 53 ha, une longueur de 3,8 km, une largeur variant de 50 à 500 m, une profondeur d'un à 4 m, un volume de 1 000 000 m3 et un débit de 2,5 m/s.